# Imja Rossija
Imja Rossija (in cirillico: Имя Россия), o il Nome della Russia, è stato un programma televisivo dell'emittente Rossija 1, avente come obiettivo la scelta della più importante personalità della storia russa, attraverso il meccanismo del voto via internet, via radio e del televoto. Il programma, andato in onda nella seconda metà del 2008, era strutturato in maniera similare all'inglese 100 Greatest Britons.
Furono inizialmente presi in considerazione i nomi di 500 personaggi selezionati dall'Istituto di storia russa e dall'Accademia russa delle scienze. Il 12 giugno 2008 la lista fu ridotta a 50 nomi. Il nome del vincitore fu annunciato nel dicembre dello stesso anno. A classificarsi primo fu l'eroe nazionale Aleksandr Nevskij, davanti a Pëtr Stolypin ed a Stalin. Ogni personaggio è stato sponsorizzato da un promotore d'eccezione. Tra di essi vi fu anche il futuro patriarca di Mosca, Cirillo I, sostenitore del vincitore Aleksandr Nevskij. Non sono mancate le polemiche per via delle modalità di voto ed a causa della presenza nella lista di personaggi considerati controversi come Stalin e Lenin. Per queste ragioni sono stati organizzati anche sondaggi alternativi a quello proposto dal programma.

## Classifica finale
| Nome                          | Ritratto | Descrizione | Luogo e anno di nascita                                     | Lugo e anno di morte                           | Promotore                                                                             | Voti    | №   |
| ----------------------------- | -------- | --- | ----------------------------------------------------------- | ---------------------------------------------- | ------------------------------------------------------------------------------------- | ------- | --- |
| Aleksandr Nevskij             |          | Eroe nazionale e Santo. Principe di Novgorod e di Vladimir dal 1252 al 1263.                                                      | Pereslavl'-Zalesskij, Principato di Vladimir-Suzdal' (1220) | Gorodec, Principato di Vladimir-Suzdal' (1263) | Cirillo, metropolita di Smolensk e Kaliningrad e poi patriarca di Mosca               | 524.575 | 1°  |
| Pëtr Arkad'evič Stolypin      |          | Ministero dell'Interno e Primo ministro dell'Impero russo dal 1906 al 1911.                                                       | Dresda, Regno di Sassonia (1862)                            | Kiev, Impero russo (1911)                      | Nikita Sergeevič Michalkov, regista cinematografico                                   | 523.766 | 2°  |
| Stalin                        |          | Segretario Generale del Partito Comunista dell'URSS e dittatore di tale Stato dal 1924 al 1953.                                   | Gori, Impero russo (1879)                                   | Mosca, Unione Sovietica (1953)                 | Valentin Ivanovič Varennikov, generale sovietico                                      | 519.071 | 3°  |
| Aleksandr Sergeevič Puškin    |          | Poeta, scrittore e drammaturgo. È considerato il fondatore della lingua letteraria russa contemporanea.                           | Mosca, Impero russo (1799)                                  | San Pietroburgo, Impero russo (1837)           | Jurij Michailovič Kublanovskij, poeta e dissidente antisovietico                      | 516.608 | 4°  |
| Pietro I                      |          | Zar dal 1682 al 1725. Conosciuto con l'appellativo di "Pietro il Grande", fu il fondatore dell'Impero russo nel 1721.             | Mosca, Regno russo (1672)                                   | San Pietroburgo, Impero russo (1725)           | Viktor Stepanovič Černomyrdin, politico e diplomatico                                 | 448.857 | 5°  |
| Lenin                         |          | Rivoluzionario bolscevico. Fondatore dell'Unione Sovietica nel 1922.                                                              | Simbirsk, Impero russo (1870)                               | Gorki Leninskie, Unione Sovietica (1924)       | Gennadij Andreevič Zjuganov, presidente del Partito Comunista della Federazione Russa | 424.283 | 6°  |
| Fëdor Michajlovič Dostoevskij |          | Scrittore e filosofo. È considerato uno dei più grandi romanzieri e pensatori di ogni tempo.                                      | Mosca, Impero russo (1821)                                  | San Pietroburgo, Impero russo (1881)           | Dmitrij Olegovič Rogozin, politico e diplomatico                                      | 348.634 | 7°  |
| Aleksandr Vasil'evič Suvorov  |          | Ultimo Generalissimo della storia russa (escludendo Stalin). È considerato uno dei più grandi militari del suo tempo.             | Mosca, Impero russo (1729)                                  | San Pietroburgo, Impero russo (1800)           | Sergej Michailovič Mironov, presidente del Consiglio federale                         | 329.028 | 8°  |
| Dmitrij Ivanovič Mendeleev    |          | Chimico accreditato come inventore della tavola periodica degli elementi.                                                         | Tobol'sk, Impero russo (1834)                               | San Pietroburgo, Impero russo (1907)           | Sergej Petrovič Kapica, fisico e demografo                                            | 306.520 | 9°  |
| Ivan IV                       |          | Zar dal 1547 al 1584. Fu il primo sovrano russo ad assumere questo titolo. È conosciuto con l'appellativo di "Ivan il Terribile". | Mosca, Moscovia (1530)                                      | Mosca, Regno russo (1584)                      | Il'ja Sergeevič Glazunov, pittore ed accademico                                       | 270.570 | 10° |
| Caterina II                   |          | Imperatrice dal 1762 al 1796. L'esercizio del suo potere fu uno dei più chiari esempi di dispotismo illuminato.                   | Stettino, Prussia (1729)                                    | San Pietroburgo, Impero russo (1796)           | Aleksandr Nikolaevič Tkačёv, governatore del Territorio di Krasnodar                  | 152.306 | 11° |
| Alessandro II                 |          | Zar dal 1855 fino alla sua morte, causata da un attentato. Fu autore di varie riforme d'importanza epocale.                       | Mosca, Impero russo (1818)                                  | San Pietroburgo, Impero russo (1881)           | Andrej Nikolaevič Sacharov, storico della Rus' di Kiev                                | 134.622 | 12° |